# ماغنوليا (مسيسيبي)
ماغنوليا (بالإنجليزية: Magnolia, Mississippi)‏ هي مدينة تقع في الولايات المتحدة في مقاطعة بايك (مسيسيبي). يقدر عدد سكانها بـ 2,420 نسمة ومساحتها 8.5 كم2 وترتفع عن سطح البحر 93 متر.

## التركيبة السكانية
حدّد مكتب تعداد الولايات المتحدة بيانات التركيبة السكانية لماغنوليا في تعداد الولايات المتحدة. في ما يلي، التركيبة السكانية حسب تعدادي 2000 و2010.

### تعداد عام 2000
بلغ عدد سكان ماغنوليا 2,071 نسمة بحسب تعداد عام 2000، وبلغ عدد الأسر 749 أسرة وعدد العائلات 515 عائلة مقيمة في المدينة. في حين سجلت الكثافة السكانية 129.2 نسمة لكل كيلومتر مربع (334.6/ميل2). وبلغ عدد الوحدات السكنية 898 وحدة بمتوسط كثافة قدره 56 لكل كيلومتر مربع (145.0/ميل2).
وتوزع التركيب العرقي للمدينة بنسبة 44.42% من البيض و53.84% من الأمريكيين الأفارقة و0.43% من الأمريكيين الأصليين و0.34% من الأمريكيين ذوي الأصول الآسيوية و0.29% من الأعراق الأخرى و0.68% من عرقين مختلطين أو أكثر و1.16% من الهسبانيون أو اللاتينيون من أي عرق.
بلغ عدد الأسر 749 أسرة كانت نسبة 38.5% منها لديها أطفال تحت سن الثامنة عشر تعيش معهم، وبلغت نسبة الأزواج القاطنين مع بعضهم البعض 38.1% من أصل المجموع الكلي للأسر، ونسبة 24.7% من الأسر كان لديها معيلات من الإناث دون وجود شريك،  بينما كانت نسبة 6% من الأسر لديها معيلون من الذكور دون وجود شريكة وكانت نسبة 31.2% من غير العائلات. تألفت نسبة 28.6% من أصل جميع الأسر من عدة أفراد يعيشون في نفس المنزل ونسبة 15.1% كانت تتألف من شخص يعيش بمفرده يبلغ من العمر 65 عاماً أو أكثر. وبلغ متوسط حجم الأسرة المعيشية 2.54، أما متوسط حجم العائلات فبلغ 3.08.
بلغ العمر الوسطي للسكان 35.8 عاماً. وكانت نسبة 24.3% من القاطنين تحت سن الثامنة عشر، وكانت نسبة 10.4% بين الثامنة عشر والرابعة والعشرين عاماً، ونسبة 20.7% كانت واقعةً في الفئة العمرية ما بين الخامسة والعشرين والرابعة والأربعين عاماً، ونسبة 21.5% كانت ما بين الخامسة والأربعين والرابعة والستين، ونسبة 15.1% كانت ضمن فئة الخامسة والستين عاماً فما فوق. يوجد لكل 100 أنثى 84.3 ذكر، ويوجد لكل 100 أنثى في الثامنة عشر من عمرها فما فوق 78.0 ذكر.
بلغ متوسط دخل الأسرة في المدينة 21,190 دولارًا، أما متوسط دخل العائلة فبلغ 25,069 دولارًا. وكان متوسط دخل الذكور 21,991 دولارًا مقابل 18,839 دولارًا للإناث. وسجل دخل الفرد الخاص بالمدينة 12,426 دولارًا. وكانت نسبة 18% من العائلات ونسبة 22.5% من السكان تحت خط الفقر، وكان من هؤلاء نسبة 30.8% تحت سن الثامنة عشر ونسبة 23.2% في الخامسة والستين من العمر وما فوق.

### تعداد عام 2010
بلغ عدد سكان ماغنوليا 2,420 نسمة بحسب تعداد عام 2010، وبلغ عدد الأسر 859 أسرة وعدد العائلات 573 عائلة مقيمة في المدينة. في حين سجلت الكثافة السكانية 151 نسمة لكل كيلومتر مربع (391.1/ميل2). وبلغ عدد الوحدات السكنية 1,010 وحدة بمتوسط كثافة قدره 63 لكل كيلومتر مربع (163.2/ميل2).
وتوزع التركيب العرقي للمدينة بنسبة 31.98% من البيض و66.45% من الأمريكيين الأفارقة و0.50% من الأمريكيين الأصليين و0.29% من الأمريكيين ذوي الأصول الآسيوية و0.17% من الأعراق الأخرى و0.62% من عرقين مختلطين أو أكثر و1.16% من الهسبانيون أو اللاتينيون من أي عرق.
بلغ عدد الأسر 859 أسرة كانت نسبة 32.8% منها لديها أطفال تحت سن الثامنة عشر تعيش معهم، وبلغت نسبة الأزواج القاطنين مع بعضهم البعض 35.4% من أصل المجموع الكلي للأسر، ونسبة 25.3% من الأسر كان لديها معيلات من الإناث دون وجود شريك،  بينما كانت نسبة 6.1% من الأسر لديها معيلون من الذكور دون وجود شريكة وكانت نسبة 33.3% من غير العائلات. تألفت نسبة 30% من أصل جميع الأسر من عدة أفراد يعيشون في نفس المنزل ونسبة 13.5% كانت تتألف من شخص يعيش بمفرده يبلغ من العمر 65 عاماً أو أكثر. وبلغ متوسط حجم الأسرة المعيشية 2.56، أما متوسط حجم العائلات فبلغ 3.17.
بلغ العمر الوسطي للسكان 36.9 عاماً. وكانت نسبة 24.1% من القاطنين تحت سن الثامنة عشر، وكانت نسبة 9.9% بين الثامنة عشر والرابعة والعشرين عاماً، ونسبة 25.7% كانت واقعةً في الفئة العمرية ما بين الخامسة والعشرين والرابعة والأربعين عاماً، ونسبة 25.8% كانت ما بين الخامسة والأربعين والرابعة والستين، ونسبة 14.5% كانت ضمن فئة الخامسة والستين عاماً فما فوق. وتوزع التركيب الجنسي للسكان بنسبة 50.3% ذكور و49.7% إناث.

## أعلام
- كلفن باتلر
- سامي وليامز